# Таинственный театр 3000 года
«Таинственный театр 3000 года» (англ. Mystery Science Theater 3000) — американский комедийный телесериал, созданный Джоэлем Ходжсоном и выпускаемый компанией Alternaversal Productions, LLC. Премьера состоялась на KTMA (теперь WUCW) в Миннеаполисе, штат Миннесота, 24 ноября 1988 года. Позднее сериал транслировался на The Comedy Channel/Comedy Central в течение семи сезонов, после этого был продолжен на The Sci-Fi Channel. В 1995 году был выпущен пакет синдикации с 60 эпизодами под названием The Mystery Science Theatre Hour. В 2015 году Ходжсон возродил сериал, новые серии были выпущены на Netflix 14 апреля 2017 года.

## Формат
По сюжету, в далёком будущем злобный доктор Форрестер берёт в плен Майка Нельсона и двух его роботов и пытает их, заставляя смотреть голливудский фантастический трэш. Зрителю в каждом эпизоде предстоит посмотреть низкокачественный фильм (обычно в жанре научной фантастики, снятый в 1950-х и 1960-х годах), а при этом Майк со своими роботами отмечает все недостатки этого фильма. Транслируемые фильмы различны не только по жанру, но и по странам, где они были произведены. В том числе советская классика.